# Running River (Yukon)
Der Running River ist ein etwa 83 km langer Zufluss des Arktischen Ozeans im kanadischen Territorium Yukon.

## Flusslauf
Der Running River entspringt in den nördlichen Ausläufern der Barn Range auf einer Höhe von etwa 440 m. Er fließt in überwiegend nordöstlicher Richtung durch das Küstentiefland zur Beaufortsee. Er durchquert dabei eine Tundralandschaft jenseits des Polarkreises. Der Running River bildet zahlreiche Flussschlingen entlang seines Laufs.

## Einzugsgebiet
Der Running River entwässert ein Areal von ungefähr 470 km². Weiter östlich fließt der Blow River zum Meer, weiter westlich der Babbage River.